# Gornja Vrežina
Gornja Vrežina (em cirílico: Горња Врежина) é uma vila da Sérvia localizada no município de Pantelej, pertencente ao distrito de Nišava, na região de Ponišavlje. A sua população era de 1142 habitantes segundo o censo de 2011.

## Demografia
| 1948 | 1953 | 1961 | 1971 | 1981 | 1991 | 2002 | 2011 |
| ---- | ---- | ---- | ---- | ---- | ---- | ---- | ---- |
| 1531 | 1560 | 1539 | 1299 | 1298 | 1290 | 1180 | 1142 |